# Draft 2024 de la NFL
2023 2025
La draft NFL 2024 est la 89e draft de la National Football League, permettant aux franchises de football américain de sélectionner des joueurs universitaires éligibles pour jouer professionnels.
L'événement a eu lieu du 25 avril au 27 avril 2024, à Détroit dans l'État du Michigan.

## Draft
La draft se compose de 7 tours ayant, généralement, chacun 32 choix. L'ordre de sélection est décidé par le classement général des équipes durant la saison précédente, donc l'équipe ayant eu le moins de victoires va sélectionner en premier et ainsi de suite jusqu'au gagnant du Super Bowl. Les équipes peuvent échanger leurs choix de draft, ce qui fait en sorte que l'ordre peut changer.
Les équipes peuvent enfin recevoir des choix compensatoires. Ces choix sont à la fin des tours et il n'est pas possible pour les équipes de les échanger. Les choix compensatoires sont remis aux équipes ayant perdu plus de joueurs (et de meilleur qualité) qu'ils en ont signés durant la free agency.
| Abréviation des positions en football américain | Abréviation des positions en football américain | Abréviation des positions en football américain | Abréviation des positions en football américain | Abréviation des positions en football américain    | Abréviation des positions en football américain    | Abréviation des positions en football américain    | Abréviation des positions en football américain    | Abréviation des positions en football américain    | Abréviation des positions en football américain | Abréviation des positions en football américain |                                     |
| ----------------------------------------------- | ----------------------------------------------- | ----------------------------------------------- | ----------------------------------------------- | -------------------------------------------------- | -------------------------------------------------- | -------------------------------------------------- | -------------------------------------------------- | -------------------------------------------------- | ----------------------------------------------- | ----------------------------------------------- | ----------------------------------- |
| C                                               | Center                                          |                                                 | CB                                              | Cornerback                                         |                                                    | DB                                                 | Defensive back                                     |                                                    | DE                                              | Defensive end                                   |                                     |
| DL                                              | Defensive lineman                               | DT                                              | Defensive tackle                                | FB                                                 | Fullback                                           | FS                                                 | Free safety                                        |                                                    |                                                 |                                                 |                                     |
| G                                               | Guard                                           | HB                                              | Halfback                                        | K                                                  | Kicker                                             | KR                                                 | Kick returner                                      |                                                    |                                                 |                                                 |                                     |
| LB                                              | Linebacker                                      | LS                                              | Long snapper                                    | OT                                                 | Offensive tackle                                   | OL                                                 | Offensive lineman                                  |                                                    |                                                 |                                                 |                                     |
| NT                                              | Nose tackle                                     | P                                               | Punter                                          | PR                                                 | Punt returner                                      | QB                                                 | Quarterback                                        |                                                    |                                                 |                                                 |                                     |
| RB                                              | Running back                                    | S                                               | Safety                                          | SS                                                 | Strong safety                                      | TB                                                 | Tailback                                           |                                                    |                                                 |                                                 |                                     |
| TE                                              | Tight end                                       | WR                                              | Wide receiver                                   | Article détaillé : Position (football américain) . | Article détaillé : Position (football américain) . | Article détaillé : Position (football américain) . | Article détaillé : Position (football américain) . | Article détaillé : Position (football américain) . |                                                 |                                                 |                                     |
| Légende                                         |                                                 |                                                 |                                                 |                                                    |                                                    |                                                    |                                                    |                                                    |                                                 |                                                 |                                     |
| °                                               | Intronisé au Pro Football Hall of fame          | Intronisé au Pro Football Hall of fame          | Intronisé au Pro Football Hall of fame          | Intronisé au Pro Football Hall of fame             |                                                    | ɫ                                                  | Joueur sélectionné pour le Pro Bowl                | Joueur sélectionné pour le Pro Bowl                | Joueur sélectionné pour le Pro Bowl             | Joueur sélectionné pour le Pro Bowl             | Joueur sélectionné pour le Pro Bowl |

### 1ertour
| Choix | Équipe                             | Joueur               | Poste | Université     | Notes                            |
| ----- | ---------------------------------- | -------------------- | ----- | -------------- | -------------------------------- |
| 1     | Bears de Chicago                   | Caleb Williams       | QB    | USC            | Panthers → Bears                 |
| 2     | Commanders de Washington           | Jayden Daniels †     | QB    | LSU            |                                  |
| 3     | Patriots de la Nouvelle-Angleterre | Drake Maye †         | QB    | North Carolina |                                  |
| 4     | Cardinals de l'Arizona             | Marvin Harrison Jr.  | WR    | Ohio State     |                                  |
| 5     | Chargers de Los Angeles            | Joe Alt              | OT    | Notre Dame     |                                  |
| 6     | Giants de New York                 | Malik Nabers †       | WR    | LSU            |                                  |
| 7     | Titans du Tennessee                | JC Latham            | OT    | Alabama        |                                  |
| 8     | Falcons d'Atlanta                  | Michael Penix Jr.    | QB    | Washington     |                                  |
| 9     | Bears de Chicago                   | Rome Odunze          | WR    | Washington     |                                  |
| 10    | Vikings du Minnesota               | J. J. McCarthy       | QB    | Michigan       | Jets → Vikings,                  |
| 11    | Jets de New York                   | Olumuyiwa Fashanu    | OT    | Penn State     | Vikings → Jets                   |
| 12    | Broncos de Denver                  | Bo Nix               | QB    | Oregon         |                                  |
| 13    | Raiders de Las Vegas               | Brock Bowers †       | TE    | Georgia        |                                  |
| 14    | Saints de La Nouvelle-Orléans      | Taliese Fuaga        | OT    | Oregon State   |                                  |
| 15    | Colts d'Indianapolis               | Laiatu Latu (en)     | DE    | UCLA           |                                  |
| 16    | Seahawks de Seattle                | Byron Murphy II (en) | DT    | Texas          |                                  |
| 17    | Vikings du Minnesota               | Dallas Turner (en)   | LB    | Alabama        | Jaguars → Vikings                |
| 18    | Bengals de Cincinnati              | Amarius Mims (en)    | OT    | Georgia        |                                  |
| 19    | Rams de Los Angeles                | Jared Verse †        | DE    | Florida State  |                                  |
| 20    | Steelers de Pittsburgh             | Troy Fautanu (en)    | OT    | Washington     |                                  |
| 21    | Dolphins de Miami                  | Chop Robinson (en)   | DE    | Penn State     |                                  |
| 22    | Eagles de Philadelphie             | Quinyon Mitchell     | CB    | Toledo         |                                  |
| 23    | Jaguars de Jacksonville            | Brian Thomas Jr. †   | WR    | LSU            | Browns → Texans→Vikings→ Jaguars |
| 24    | Lions de Détroit                   | Terrion Arnold       | CB    | Alabama        | Cowboys → Lions                  |
| 25    | Packers de Green Bay               | Jordan Morgan (en)   | OL    | Arizona        |                                  |
| 26    | Buccaneers de Tampa Bay            | Graham Barton (en)   | C     | Duke           |                                  |
| 27    | Cardinals de l'Arizona             | Darius Robinson (en) | DE    | Missouri       | Texans → Cardinals               |
| 28    | Chiefs de Kansas City              | Xavier Worthy        | WR    | Texas          | Bills → Chiefs                   |
| 29    | Cowboys de Dallas                  | Tyler Guyton (en)    | OT    | Oklahoma       | Lions → Dallas                   |
| 30    | Ravens de Baltimore                | Nate Wiggins (en)    | CB    | Clemson        |                                  |
| 31    | 49ers de San Francisco             | Ricky Pearsall (en)  | WR    | Florida        |                                  |
| 32    | Panthers de la Caroline            | Xavier Legette (en)  | WR    | South Carolina | Chiefs → Bills → Panthers        |

### 2etour
| Choix | Équipe                             | Joueur                     | Poste | Université           | Notes                        |
| ----- | ---------------------------------- | -------------------------- | ----- | -------------------- | ---------------------------- |
| 33    | Bills de Buffalo                   | Keon Coleman               | WR    | Florida State        | Panthers → Bills             |
| 34    | Chargers de Los Angeles            | Ladd McConkey (en)         | WR    | Géorgie              | Patriots → Chargers          |
| 35    | Falcons d'Atlanta                  | Ruke Orhorhoro (en)        | DT    | Clemson              | Cardinals → Falcons          |
| 36    | Commanders de Washington           | Jer'Zhan Newton (en)       | DT    | Illinois             |                              |
| 37    | Patriots de la Nouvelle-Angleterre | Ja'Lynn Polk (en)          | WR    | Washington           | Chargers → Patriots          |
| 38    | Titans du Tennessee                | T'Vondre Sweat (en)        | DT    | Texas                |                              |
| 39    | Rams de Los Angeles                | Braden Fiske (en)          | DT    | Florida State        | Giants → Panthers → Rams     |
| 40    | Eagles de Philadelphie             | Cooper DeJean              | CB    | Iowa                 | Bears → Commanders → Eagles  |
| 41    | Saints de La Nouvelle-Orléans      | Kool-Aid McKinstry (en)    | CB    | Alabama              | Jets → Packers → Saints      |
| 42    | Texans de Houston                  | Kamari Lassiter (en)       | CB    | Géorgie              | Vikings → Texans             |
| 43    | Cardinals de l'Arizona             | Max Melton (en)            | CB    | Rutgers              | Falcons → Cardinals          |
| 44    | Raiders de Las Vegas               | Jackson Power-Johnson (en) | OG    | Oregon               |                              |
| 45    | Packers de Green Bay               | Edgerrin Cooper (en)       | LB    | Texas A&M            | Broncos → Saints → Packers   |
| 46    | Panthers de la Caroline            | Jonathon Brooks (en)       | RB    | Texas                | Colts → Panthers             |
| 47    | Giants de New York                 | Tyler Nubin (en)           | S     | Minnesota            | Seahawks → Giants            |
| 48    | Jaguars de Jacksonville            | Maason Smith (en)          | DT    | Tigers de LSU        |                              |
| 49    | Bengals de Cincinnati              | Kris Jenkins (en)          | DT    | Michigan             |                              |
| 50    | Commanders de Washington           | Mike Sainristil            | CB    | Michigan             | Saints → Eagles → Commanders |
| 51    | Steelers de Pittsburgh             | Zach Frazier (en)          | C     | Virginie-Occidentale |                              |
| 52    | Colts d'Indianapolis               | Adonai Mitchell (en)       | WR    | Texas                | Rams → Panthers → Colts      |
| 53    | Commanders de Washington           | Ben Sinnott (en)           | TE    | Kansas State         | Eagles → Commanders          |
| 54    | Browns de Cleveland                | Michael Hall Jr. (en)      | DT    | Ohio State           |                              |
| 55    | Dolphins de Miami                  | Patrick Paul (en)          | OT    | Houston              |                              |
| 56    | Cowboys de Dallas                  | Marshawn Kneeland (en)     | DE    | Western Michigan     |                              |
| 57    | Buccaneers de Tampa Bay            | Chris Braswell (en)        | DE    | Alabama              |                              |
| 58    | Packers de Green Bay               | Javon Bullard (en)         | S     | Géorgie              |                              |
| 59    | Texans de Houston                  | Blake Fisher (en)          | OT    | Notre Dame           |                              |
| 60    | Bills de Buffalo                   | Cole Bishop (en)           | S     | Utah                 |                              |
| 61    | Lions de Détroit                   | Ennis Rakestraw Jr. (en)   | CB    | Missouri             |                              |
| 62    | Ravens de Baltimore                | Roger Rosengarten (en)     | OT    | Washington           |                              |
| 63    | Chiefs de Kansas City              | Kingsley Suamataia (en)    | OT    | BYU                  | 49ers → Chiefs               |
| 64    | 49ers de San Francisco             | Renardo Green (en)         | CB    | Florida State        | Chiefs → 49ers               |

## Galerie
- Caleb Williams
- #1 overall

- Jayden Daniels
- #2 overall

- Drake Maye
- #3 overall

- Michael Penix Jr.
- #8 overall

- J. J. McCarthy
- #10 overall

- Bo Nix
- #12 overall

## Statistiques
| Conference                        | 1er tour                          | 2e tour                           | 3e tour                           | 4e tour                           | 5e tour                           | 6e tour                           | 7e tour                           | Total                             |
| Conférences NCAA Division I (FBS) | Conférences NCAA Division I (FBS) | Conférences NCAA Division I (FBS) | Conférences NCAA Division I (FBS) | Conférences NCAA Division I (FBS) | Conférences NCAA Division I (FBS) | Conférences NCAA Division I (FBS) | Conférences NCAA Division I (FBS) | Conférences NCAA Division I (FBS) |
| --------------------------------- | --------------------------------- | --------------------------------- | --------------------------------- | --------------------------------- | --------------------------------- | --------------------------------- | --------------------------------- | --------------------------------- |
| The American                      | 0                                 | 0                                 | 1                                 | 0                                 | 1                                 | 2                                 | 1                                 | 5                                 |
| ACC                               | 4                                 | 4                                 | 7                                 | 5                                 | 8                                 | 6                                 | 7                                 | 41                                |
| Big 12                            | 3                                 | 7                                 | 3                                 | 5                                 | 5                                 | 4                                 | 4                                 | 31                                |
| Big Ten                           | 4                                 | 7                                 | 9                                 | 7                                 | 5                                 | 3                                 | 7                                 | 42                                |
| C-USA                             | 0                                 | 0                                 | 1                                 | 1                                 | 0                                 | 1                                 | 0                                 | 3                                 |
| Ind. (FBS)                        | 1                                 | 1                                 | 2                                 | 0                                 | 3                                 | 0                                 | 1                                 | 8                                 |
| MAC                               | 1                                 | 1                                 | 0                                 | 0                                 | 0                                 | 0                                 | 0                                 | 2                                 |
| MW                                | 0                                 | 0                                 | 0                                 | 0                                 | 1                                 | 0                                 | 1                                 | 2                                 |
| Pac-12                            | 8                                 | 4                                 | 5                                 | 8                                 | 6                                 | 7                                 | 5                                 | 43                                |
| SEC                               | 11                                | 8                                 | 6                                 | 7                                 | 8                                 | 14                                | 5                                 | 59                                |
| Sun Belt                          | 0                                 | 0                                 | 0                                 | 0                                 | 2                                 | 3                                 | 1                                 | 6                                 |
| Conférences NCAA Division I (FCS) |                                   |                                   |                                   |                                   |                                   |                                   |                                   |                                   |
| Big South                         | 0                                 | 0                                 | 0                                 | 0                                 | 0                                 | 1                                 | 0                                 | 1                                 |
| CAA (en)                          | 0                                 | 0                                 | 0                                 | 0                                 | 0                                 | 1                                 | 0                                 | 1                                 |
| Ivy                               | 0                                 | 0                                 | 1                                 | 0                                 | 0                                 | 0                                 | 0                                 | 1                                 |
| MVFC                              | 0                                 | 0                                 | 0                                 | 1                                 | 1                                 | 1                                 | 1                                 | 4                                 |
| Patriot                           | 0                                 | 0                                 | 0                                 | 0                                 | 0                                 | 0                                 | 1                                 | 1                                 |
| Southland                         | 0                                 | 0                                 | 1                                 | 0                                 | 0                                 | 0                                 | 1                                 | 2                                 |
| UAC                               | 0                                 | 0                                 | 0                                 | 0                                 | 0                                 | 0                                 | 1                                 | 1                                 |
| Sélections hors Division I        |                                   |                                   |                                   |                                   |                                   |                                   |                                   |                                   |
| G-MAC (en) (DII)                  | 0                                 | 0                                 | 0                                 | 0                                 | 0                                 | 1                                 | 0                                 | 1                                 |
| CWUAA (en) (U Sports)             | 0                                 | 0                                 | 0                                 | 1                                 | 0                                 | 0                                 | 0                                 | 1                                 |
| Sélection hors universités        |                                   |                                   |                                   |                                   |                                   |                                   |                                   |                                   |
| NRL                               | 0                                 | 0                                 | 0                                 | 0                                 | 0                                 | 0                                 | 1                                 | 1                                 |
| CFL                               | 0                                 | 0                                 | 0                                 | 0                                 | 1                                 | 0                                 | 0                                 | 1                                 |

| Nb. | Universités |
| --- | --- |
| 13  | Wolverines du Michigan |
| 11  | Longhorns du Texas |
| 10  | Crimson Tide de l'Alabama, Seminoles de Florida State, Huskies de Washington |
| 8   | Bulldogs de la Géorgie, Ducks de l'Oregon, Nittany Lions de Penn State |
| 7   | Fighting Irish de Notre Dame, Trojans de l'USC |
| 6   | Tigers de Clemson, Tigers de LSU, Tigers du Missouri |
| 5   | Tigers d'Auburn, Utes de l'Utah |
| 4   | Fighting Illini de l'Illinois, Hawkeyes de l'Iowa, Wildcats du Kentucky, Cardinals de Louisville, Hurricanes de Miami, Buckeyes d'Ohio State, Gamecocks de la Caroline du Sud, Aggies de Texas A&M |
| 3   | Wildcats de l'Arizona, Blue Devils de Duke, Wildcats de Kansas State, Bulldogs de Mississippi State, Tar Heels de la Caroline du Nord, Sooners de l'Oklahoma, Rebels d'Ole Miss, Beavers d'Oregon State, Panthers de Pittsburgh, Horned Frogs de TCU, Volunteers du Tennessee, Demon Deacons de Wake Forest, Cougars de Washington State                  |
| 2   | Razorbacks de l'Arkansas, Eagles de Boston College, Jayhawks de Kansas, Thundering Herd de Marshall, Terrapins de Maryland, Wolfpack de NC State, Boilermakers de Purdue, Jackrabbits de South Dakota State, Red Raiders de Texas Tech, Trojans de Troy, Green Wave de Tulane, Knights de l'UCF, Bruins de l'UCLA, Miners de l'UTEP, Badgers du Wisconsin |

| Poste            | 1er tour | 2e tour | 3e tour | 4e tour | 5e tour | 6e tour | 7e tour | Total |
| ---------------- | -------- | ------- | ------- | ------- | ------- | ------- | ------- | ----- |
| Cornerback       | 3        | 7       | 3       | 3       | 10      | 6       | 4       | 36    |
| Wide receiver    | 7        | 4       | 5       | 4       | 4       | 7       | 4       | 35    |
| Offensive tackle | 8        | 4       | 5       | 2       | 1       | 4       | 3       | 27    |
| Defensive tackle | 1        | 7       | 2       | 3       | 0       | 6       | 5       | 24    |
| Defensive end    | 5        | 2       | 3       | 0       | 5       | 1       | 4       | 20    |
| Linebacker       | 0        | 1       | 6       | 2       | 6       | 3       | 2       | 20    |
| Running back     | 0        | 1       | 3       | 7       | 5       | 4       | 0       | 20    |
| Safety           | 0        | 3       | 3       | 4       | 4       | 1       | 5       | 20    |
| Guard            | 0        | 1       | 5       | 2       | 1       | 4       | 3       | 16    |
| Centre           | 1        | 1       | 0       | 1       | 3       | 2       | 4       | 12    |
| Tight end        | 1        | 1       | 1       | 6       | 0       | 1       | 2       | 12    |
| Quarterback      | 6        | 0       | 0       | 0       | 2       | 2       | 1       | 11    |
| Kicker           | 0        | 0       | 0       | 0       | 0       | 3       | 0       | 3     |
| Punter           | 0        | 0       | 0       | 1       | 0       | 0       | 0       | 1     |

| Escouade          | 1er tour | 2e tour | 3e tour | 4e tour | 5e tour | 6e tour | 7e tour | Total |
| ----------------- | -------- | ------- | ------- | ------- | ------- | ------- | ------- | ----- |
| Attaque           | 23       | 12      | 19      | 22      | 16      | 24      | 17      | 133   |
| Défense           | 9        | 20      | 17      | 12      | 25      | 17      | 20      | 120   |
| Équipes spéciales | 0        | 0       | 0       | 1       | 0       | 3       | 0       | 4     |